# Rubus vahlii
Rubus vahlii är en rosväxtart som beskrevs av Frider.. Rubus vahlii ingår i släktet rubusar, och familjen rosväxter. Inga underarter finns listade i Catalogue of Life.